# U-220
Unterseeboot 220 foi um submarino alemão do Tipo VIIC, pertencente a Kriegsmarine que atuou durante a Segunda Guerra Mundial.
O U-220 esteve em operação no ano de 1943, realizando neste período uma patrulha de guerra, na qual afundou dois navios aliados. Foi afundado no dia 28 de outubro de 1943 no Atlantico norte por cargas de profundidade lançadas por aeronaves Avenger e Wildcat do navio norte americano USS Block Island, causando a morte de todos os 56 tripulantes.

## Comandantes
| Comandante         | Data                                        |
| ------------------ | ------------------------------------------- |
| Oblt. Bruno Barber | 27 de março de 1943 - 28 de outubro de 1943 |

## Subordinação
| Período                                       | Flotilha                                |
| --------------------------------------------- | --------------------------------------- |
| 27 de março de 1943 - 31 de agosto de 1943    | 4. Unterseebootsflottille (treinamento) |
| 1 de setembro de 1943 - 28 de outubro de 1943 | 12. Unterseebootsflottille (fronte)     |